# Sagittalata bitschi
Sagittalata bitschi är en insektsart som beskrevs av Poivre 1982. Sagittalata bitschi ingår i släktet Sagittalata och familjen fångsländor. Inga underarter finns listade i Catalogue of Life.